# 银州 (辽朝)
银州，辽朝时设置州。
天显元年（926年）遼國改渤海國富州为银州富国军节度使于今辽宁省铁岭市，治所在延津縣。下辖三县：延津县、新兴县、永平县。天辅二年（1118年）女真金朝攻占银州，皇统三年（1143年）废为新兴县。隶属于咸州。